# ÖFB-Cup 1989-1990
La ÖFB-Cup 1989-1990 è stata la 56ª edizione della coppa nazionale di calcio austriaca.

## Ottavi di finale
| Squadra 1            | Risultato       | Squadra 2          |
| -------------------- | --------------- | ------------------ |
| 3 aprile 1990        |                 |                    |
| Donawitzer SV Alpine | 3 - 2 (dts)     | Flavia Solva       |
| Grazer AK            | 2 - 3 (dts)     | Rapid Vienna       |
| Austria Klagenfurt   | 0 - 3           | Kremser SC         |
| Spittal/Drau         | 1 - 0           | VÖEST Linz         |
| Sturm Graz           | 3 - 1           | Austria Salisburgo |
| Swarovski Tirol      | 2 - 1           | VSE St. Pölten     |
| 4 aprile 1990        |                 |                    |
| Austria Vienna       | 3 - 0           | Union Mödling      |
| First Vienna         | ? - ? (4-1 dtr) | Wiener SC          |

## Quarti di finale
| Squadra 1      | Risultato   | Squadra 2            |
| -------------- | ----------- | -------------------- |
| 17 aprile 1990 |             |                      |
| Kremser SC     | 0 - 1 (dts) | Austria Vienna       |
| Rapid Vienna   | 2 - 0       | Donawitzer SV Alpine |
| Sturm Graz     | 0 - 2 (dts) | Spittal/Drau         |
| First Vienna   | 3 - 2       | Swarovski Tirol      |

## Semifinale
| Squadra 1      | Risultato | Squadra 2    |
| -------------- | --------- | ------------ |
| 24 aprile 1990 |           |              |
| Rapid Vienna   | 3 - 1     | Spittal/Drau |
| Austria Vienna | 1 - 0     | First Vienna |

## Finale
| Squadra 1      | Risultato   | Squadra 2    |
| -------------- | ----------- | ------------ |
| 12 maggio 1990 |             |              |
| Austria Vienna | 3 - 1 (dts) | Rapid Vienna |